# 維桑 (弗里堡州)

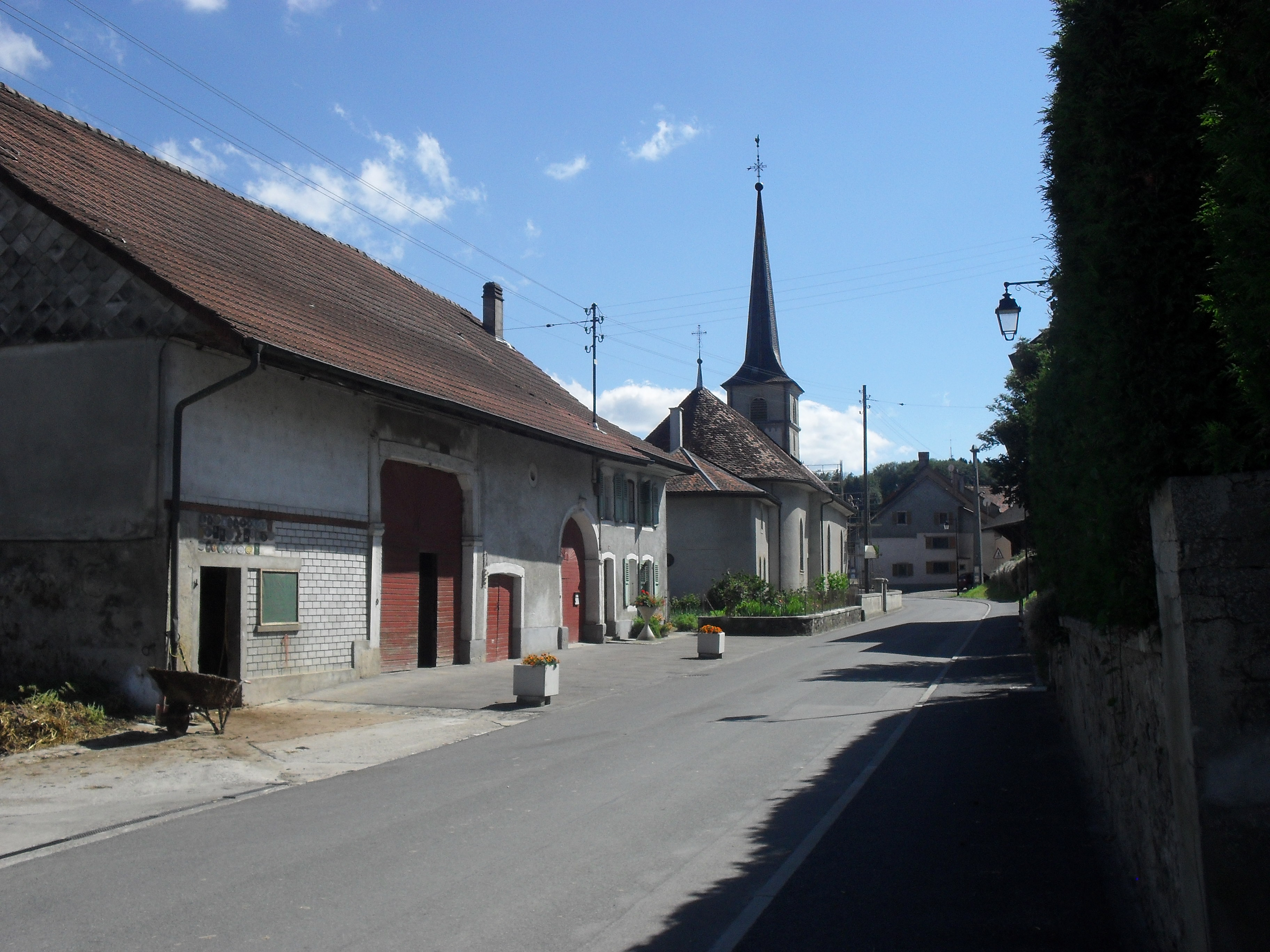

維桑是瑞士的城鎮，位於該國西部，由弗里堡州負責管轄，面積5.61平方公里，海拔高度741米，2011年人口204，六成半人口信奉羅馬天主教，人口密度每平方公里36人。